# Ballantine Books
Ballantine Books este o editură din Statele Unite ale Americii, fondată în 1952 de Ian Ballantine și de soția sa, Betty Ballantine. Aceasta a fost achiziționată de Random House în 1973, care la rândul său a fost achiziționată de Bertelsmann în 1998 și a rămas până astăzi parte a companiei respective. Logo-ul Ballantine este format dintr-o pereche de litere B oglindite în spate. Printre primii redactori ai editurii au fost Stanley Kauffmann și Bernard Shir-Cliff.

## Autori Ballantine Books
- Steve Berry
- Allison Brennan
- Suzanne Brockmann
- Harriet Brown
- Meg Waite Clayton
- Bill Dedman
- Julie Garwood
- Tess Gerritsen
- Tommy Hilfiger
- Linda Howard
- Charlie Huston
- Jonathan Kellerman
- Demetria Martinez
- C. Wright Mills
- Anne Perry
- Jeff Shaara
- Angus Wells
- Carol S. Dweck
- Emily Giffin

## Legături externe
- Site web oficial
- Bookscans: Ballantine covers
- Ballantine Illustrated History of the 2nd WW books list Arhivat în 2 februarie 2014, la Wayback Machine.

## Vezi și
- Listă de edituri de literatură științifico-fantastică
- Listă de edituri de literatură fantastică
- 1952 în științifico-fantastic